# Jake Paul
Jake Joseph Paul (* 17. Januar 1997 in Cleveland, Ohio) ist ein US-amerikanischer Boxer, Webvideoproduzent und Schauspieler.

## Leben und Karriere
Erste Aufmerksamkeit erlangte er durch Videos, die er auf der inzwischen inaktiven Internet-Video-Plattform Vine, auch mit seinem Bruder Logan Paul, teilte. 2016 wurde Paul in der Disney-Serie Bizaardvark gecastet, in der er zwei Staffeln lang die Hauptrolle des Dirk Mann verkörperte. 2017 veröffentlichte er gemeinsam mit Team 10 die Single It’s Everyday Bro, die in den Vereinigten Staaten Platin-Status erreichte. Später im selben Jahr erschien ein Remix des Songs mit Gucci Mane.
Pauls Karriere als Boxer begann im August 2018, als er als Vorkämpfer beim Kampf seines Bruders gegen KSI dessen jüngeren Bruder Deji Olatunji in einem Amateurboxkampf besiegte. 2020 bestritt er seinen ersten Kampf als Profiboxer und gewann gegen den YouTuber AnEsonGib per TKO in der ersten Runde. In der Folge gewann Paul auch seine weiteren Kämpfe gegen den ehemaligen Basketballspieler Nate Robinson sowie die ehemaligen MMA-Kämpfer Ben Askren, Tyron Woodley (zwei Kämpfe) und Anderson Silva. Im Februar 2023 erfuhr Paul seine erste Niederlage gegen den Briten Tommy Fury.
Im November 2024 besiegte er den 58-jährigen Mike Tyson nach Punkten in einem Kampf über acht Runden.

## Liste der Profiboxkämpfe
| 9 Siege (4 K.-o.-Siege), 1 Niederlage, 0 Unentschieden |              |                                                                    |                           |                               |
| Jahr                                                   | Tag          | Ort                                                                | Gegner                    | Ergebnis für Paul             |
| 2020                                                   | 30. Januar   | The Meridian at Island Gardens, Miami, Florida, Vereinigte Staaten | AnEsonGib                 | Sieg / TKO 1. Runde           |
| 2020                                                   | 28. November | Staples Center, Los Angeles, Kalifornien, Vereinigte Staaten       | Nate Robinson             | Sieg / KO 2. Runde            |
| 2021                                                   | 17. April    | Mercedes-Benz Stadium, Atlanta, Georgia, Vereinigte Staaten        | Ben Askren                | Sieg / TKO 1. Runde           |
| 2021                                                   | 29. August   | Rocket Mortgage FieldHouse, Cleveland, Ohio, Vereinigte Staaten    | Tyron Woodley             | Sieg / Punktsieg              |
| 2021                                                   | 18. Dezember | Amalie Arena, Tampa, Florida, Vereinigte Staaten                   | Tyron Woodley             | Sieg / KO 6. Runde            |
| 2022                                                   | 29. Oktober  | Desert Diamond Arena, Glendale, Arizona, Vereinigte Staaten        | Anderson Silva            | Sieg / Punktsieg (einstimmig) |
| 2023                                                   | 26. Februar  | Diriyah Arena, Dirʿiyya, Saudi-Arabien                             | Tommy Fury                | Niederlage / Punktsieg        |
| 2023                                                   | 05. August   | American Airlines Center, Dallas, Texas, Vereinigte Staaten        | Nate Diaz                 | Sieg / Punktsieg (einstimmig) |
| 2024                                                   | 15. November | AT&T Stadium, Arlington, Texas, Vereinigte Staaten                 | Mike Tyson                | Sieg / Punktsieg (einstimmig) |
| 2025                                                   | 28. Juni     | Honda Center, Anaheim, Kalifornien, Vereinigte Staaten             | Julio César Chávez junior | Sieg / Punktsieg (einstimmig) |
| Quelle: Jake Paul in der BoxRec-Datenbank              |              |                                                                    |                           |                               |

## Filmografie
- 2016: Dance Camp
- 2016: The Monroes (Fernsehserie)
- 2016: Mono
- 2016–2018: Bizaardvark (Fernsehserie, 42 Folgen)
- 2019: Airplane Mode
- 2020: Mainstream
- 2022: A Genie's Tail

## Diskografie

### EPs
- 2017: Litmas (mit Team 10)

### Singles
- 2015: Shakey (mit Greg Cipes)
- 2017: It's Everyday Bro (mit Team 10, US:  Platin)
- 2017: Ohio Fried Chicken (feat. Chance Sutton & Anthony Trujilo)
- 2017: That Ain't On the News
- 2017: No Competition (mit Dynamite Dylan)
- 2017: It's Everyday Bro [Remix] (feat. Gucci Mane)
- 2018: My Teachers (feat. Sunny & AT3)
- 2018: Randy Savage (feat. Team 10, Jitt & Quan)
- 2018: Cartier Vision (feat. AT3, Jitt & Quan)
- 2018: Champion (feat. Jitt & Quan)
- 2019: I'm Single
- 2020: Fresh Outta London
- 2020: 23
- 2020: Dummy (feat. TV Gucci)
- 2020: Park South Freestyle
- 2022: Dana White Diss Track

## Bibliografie
- Jake Paul: You Gotta Want It. Gallery Books, New York 2016, ISBN 978-1-5011-3947-5.

## Auszeichnungen
- 2017: Teen Choice Award in der Kategorie „Choice Music Web Star“
- 2017: Teen Choice Award in der Kategorie „Choice YouTuber“
- 2021: Sports Illustrated „Breakout Boxer of the Year“[3]
- 2021: ESPN Ringside Awards: „Knockout of the Year“ (für Knock-out-Sieg gegen Tyron Woodley)